# Ingrid Levavasseur
Ingrid Levavasseur (1987) és una ajudant sanitària i activista francesa. Va emergir ràpidament a les acaballes del 2018 entre els líders més destacats del moviment de les armilles grogues.
El 23 de gener del 2019 es va presentar al capdavant d'una llista anomenada "Ralliement d'initiative citoyenne" per a les eleccions europees del 26 de maig del mateix any conjuntament amb un altre cap del moviment, Hayk Shaniyan. Amb tot, a conseqüència de l'eixida d'aquesta llista, només cinc dies després de la seva creació, de Brigitte Lapeyronie, Hayk Shahinyan i Marc Doyer, tres activistes preeminents, el vespre del 13 de febrer Levavasseur va anunciar que tot i romandre com a candidata al Parlament Europeu també deixava aquesta llista.